# Phlogophora distincta
Phlogophora distincta là một loài bướm đêm trong họ Noctuidae.